# Landtong
Een landtong of uitham, vroeger ook wel nes, nis of neus genoemd, is een smal stuk land dat uitsteekt in zee of een binnenwater (bijvoorbeeld een smal schiereiland of een kaap). Het heeft soms de vorm van een tong: een smalle strook land die zich aan het uiteinde iets verbreedt. In dit laatste geval wordt er meestal uitdrukkelijk gesproken van een "landtong", terwijl het woord "uitham" (als antoniem van inham) iets breder kan gebruikt worden.
Als een landtong een stuk water geheel of gedeeltelijk afsluit, heet het een schoorwal.